# Distrito de Bhandara
Bhandara (en maratí; भंडारा जिल्हा ) es un distrito de India, parte de la división de Nagpur en el estado de Maharastra . 
Comprende una superficie de 3 890 km².
El centro administrativo es la ciudad de Bhandara.

## Demografía
Según censo 2011 contaba con una población total de 1 198 810 habitantes.